# Kościół św. Teresy od Dzieciątka Jezus i Męczenników Rzymskich w Warszawie
Kościół świętej Teresy od Dzieciątka Jezus i Męczenników Rzymskich w Warszawie – rzymskokatolicki kościół parafialny należący do parafii pod tym samym wezwaniem (dekanat ursuski archidiecezji warszawskiej). Znajduje się w warszawskiej dzielnicy Włochy, na osiedlu Włochy, w terenie Nowych Włoch.
Budowa monumentalnej świątyni według projektu architekta Stefana Kozińskiego rozpoczęła się po zakończeniu II wojny światowej. W sierpniu 1947 roku ksiądz arcybiskup Antoni Szlagowski poświęcił fundamenty i wmurował kamień węgielny. Pierwszą mszę świętą w jeszcze budującym się kościele odprawił w dniu 8 grudnia 1953 roku ówczesny jej proboszcz, ksiądz Julian Chrościcki. W dniu 24 czerwca 1965 roku ks. kardynał Stefan Wyszyński metropolita warszawski i prymas Polski konsekrował obecną świątynię. W 1973 roku w podziemiach kościoła został pochowany wspomniany wyżej ksiądz Chrościcki. W latach 1973–1993, podczas pracy nowego proboszcza księdza Henryka Miastowskiego, zostało wyposażone wnętrze kościoła: ławki, konfesjonały, boazeria, oświetlenie, kaplica-krypta dla zmarłego proboszcza, umeblowanie i mozaika w prezbiterium, witraże.